# Лем'є (острів)
Острів Лем'є (англ. Lemieux Island, фр. Île Lemieux) являє собою невеличкий острів посередині річки Оттава між містами Гатіно в провінції Квебек та столицею Канади, онтарійським містом Оттава.  Адміністративно входячи до складу останньої, перетинається недіючою одноколійкою мосту Принца Валлійського та має на своїй території станцію з очищення природної води.

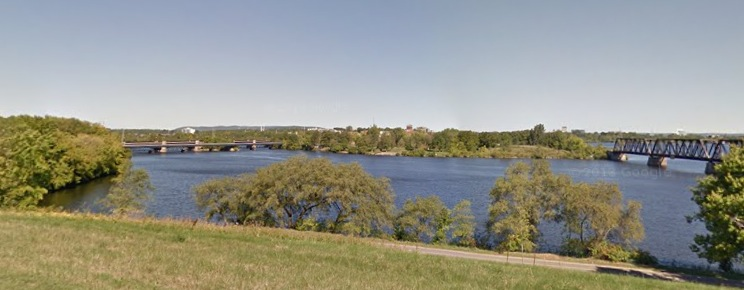
Острів Лем'є, сфотографований з берегу материкової Оттави. Міст Принца Валлійського праворуч